# Donte McGill
Donte McGill (ur. 16 maja 1995 w Filadelfii) – amerykański koszykarz, występujący na pozycji rzucającego obrońcy.
24 października 2019 dołączył do BM Slam Stali Ostrów Wielkopolski.

## Osiągnięcia
Stan na 21 lipca 2020, na podstawie, o ile nie zaznaczono inaczej.
College
- Uczestnik rozgrywek Sweet 16 turnieju NJCAA (2015)
- Debiutant roku CACC (2014)
- Zaliczony do składu honorable mention CACC (2014)
- Lider konferencji CUSA w skuteczności rzutów wolnych (92,9% – 2017)[4]

Drużynowe
- Wicemistrz Kazachstanu (2019)
- Finalista pucharu EAEU (2019)

Indywidualne
(* – nagrody przyznane przez portal asia-basket.com)
- Zaliczony do I składu:
  - ligi kazachskiej (2019)
  - turnieju ligi kazachskiej (2019)